# Blå storsvala
Blå storsvala (Progne subis) är en amerikansk tätting i familjen svalor. Den häckar från södra Kanada till centrala Mexiko. Vintertid flyttar den så långt söderut som till Brasilien.

## Utseende
Storsvalor (Progne ) är som namnet avslöjar större än de flesta andra svalor. Denna art mäter 20 centimeter i kroppslängd, är både långvingad och storhövdad samt har en grunt kluven stjärt. Hanar är helt stålblåglansigt svarta, medan honor är mörka ovan med en viss stålblå glans och ljusare under.

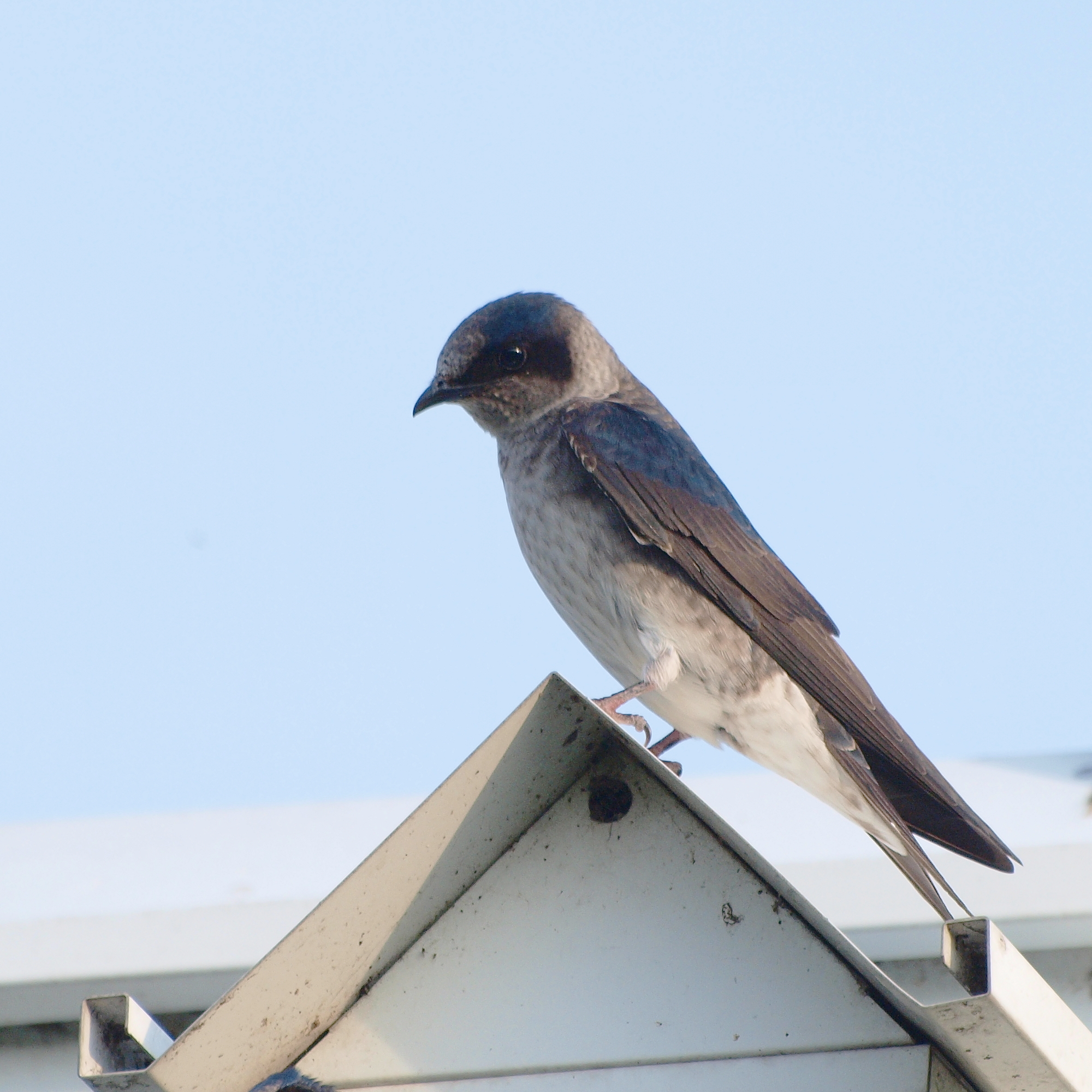
Hona i Chicago.
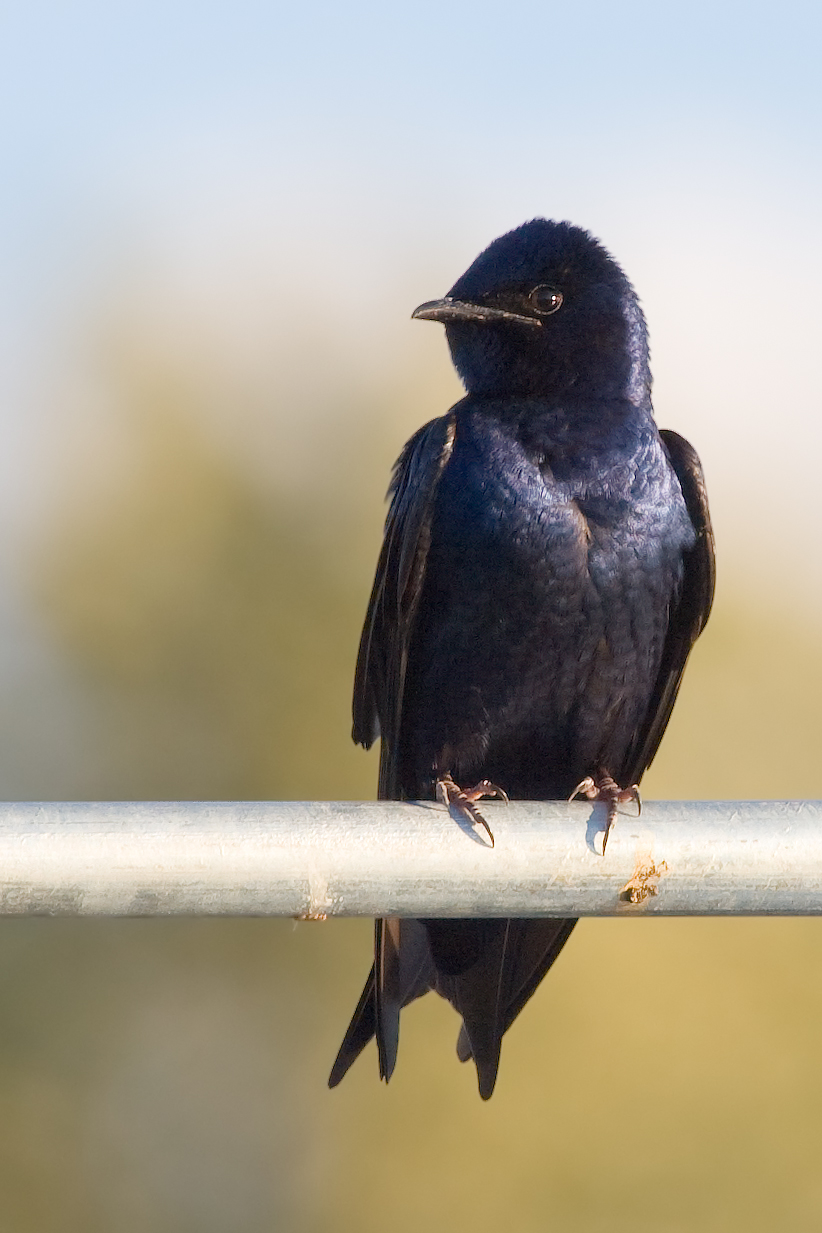
Hane.

## Läte
Både sången och övriga läten är melodiska, mörka och fylliga. Sången är gurglande och bland lätena hörs oftast ett fallande visslande "cherr".

## Utbredning och systematik
Blå storsvala delas in i tre underarter med följande utbredning:
- subis/arboricola-gruppen
  - Progne subis subis – förekommer i södra Kanada ner till höglandet i centrala Mexiko, flyttar till Brasilien vintertid
  - Progne subis arboricola – förekommer i bergsområden i västra Nordamerika
- Progne subis hesperia – förekommer från sydvästra Arizona till nordvästra Mexiko och södra Kalifornien

Fågeln är en mycket sällsynt gäst i Europa, med endast fyra fynd: Yttre Hebriderna i Skottland 2004, Azorerna 2004 och 2011 samt i Nederländerna 2013.

## Levnadssätt
Blå storsvala förekommer i olika former av öppna områden och ses födosöka över städer, parker, fält, strömmande vatten, dynfält och fuktängar. I östra USA häckade de tidigare i gamla hackspettshål i träd utmed skogskanter och floder, numera nästan uteslutande i av människan uppsatta särskilda typer av holkar. Det gör att den ofta ses i närheten av människan, till och med inne i städer, och förekommer mycket fläckvist, frånvarande från områden där det saknas boplatser. I sydväst häckar den fortfarande i naturliga håligheter som gamla hackspettshål i träd eller saguarokaktusar. Honan lägger tre till sex helvita ägg i en till två kullar som ruvas i 15 till 18 dagar.

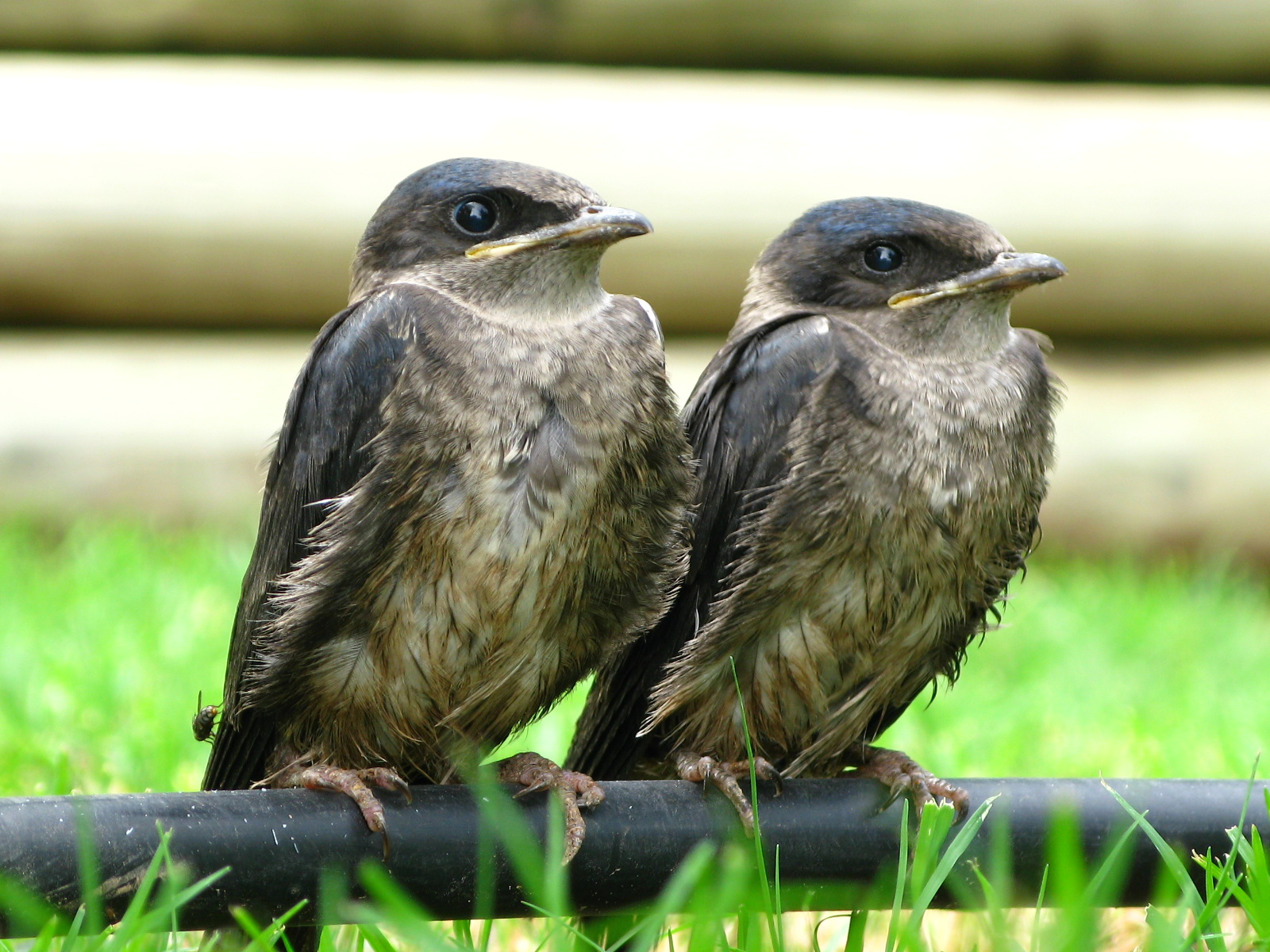
Nyligen flygga blå storsvalor i Oklahoma, USA

### Föda
Liksom andra svalor lever blå storsvala av insekter som den fångar i luften, ofta högre upp än andra arter, ibland 150 meter eller högre ovan mark. De födosöker dagtid, sällan i grupp men ofta i par. Den intar alla möjliga olika sorters flygande insekter, men en betydande del av dieten består av invasiva eldmyror av arten Solenopsis invicta.

## Status och hot
Arten har ett stort utbredningsområde och en stor population med stabil utveckling. Utifrån dessa kriterier kategoriserar IUCN arten som livskraftig (LC). Den har dock tidigare minskat i antal, ungefär 1% årligen mellan 1966 och 2015, bland annat till följd av bokonkurrens med i Nordamerika införda starar och gråsparvar. Världspopulationen uppskattas till elva miljoner häckande individer.

## Namn
Fågelns vetenskapliga artnamn subis är latin och syftar på en typ av fågel som krossar örnars ägg. Blå storsvala kan ha tilldelats detta namn på grund av dess aggressivitet mot rovfåglar under häckningstid.